# Merrow

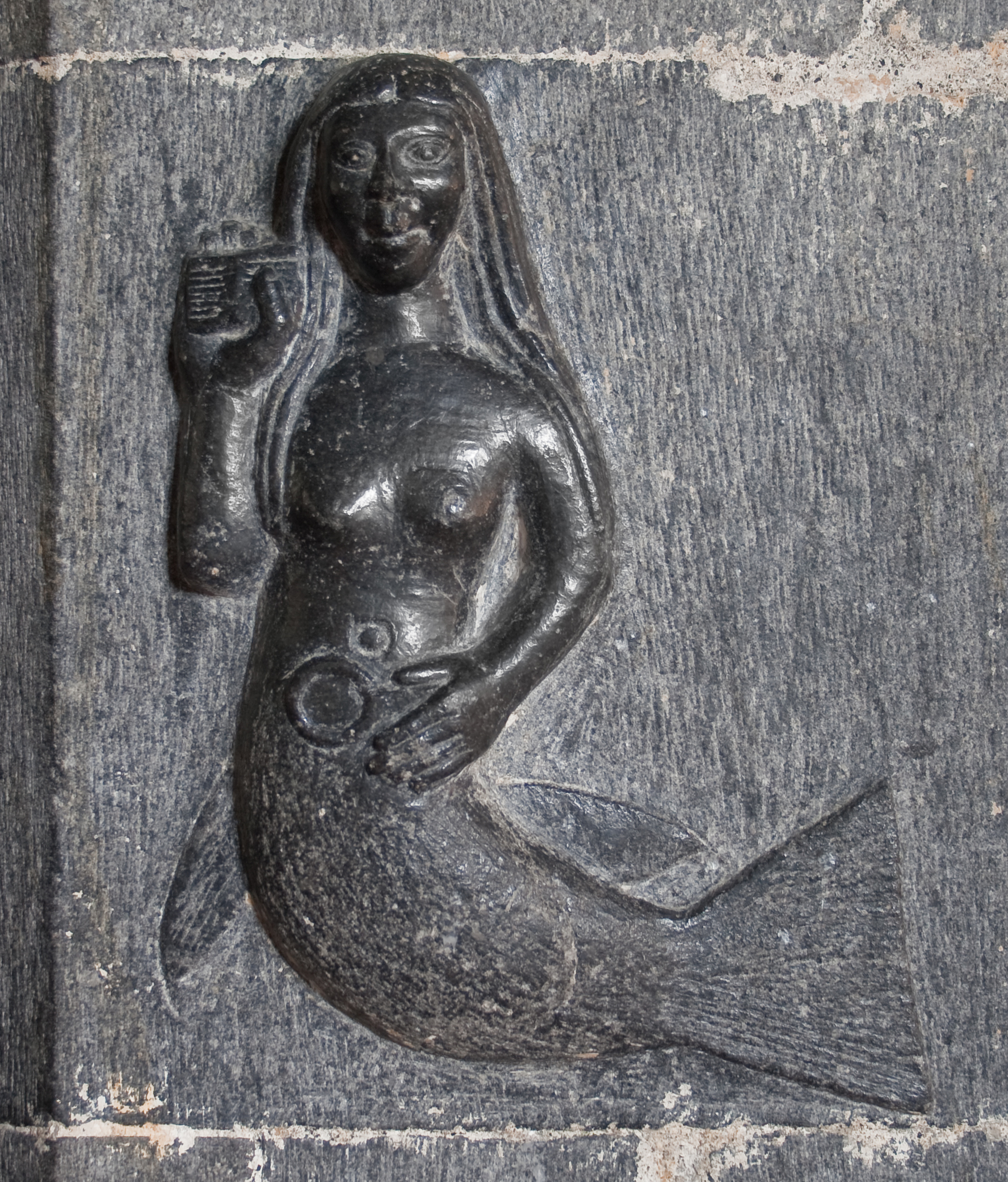
Un merrow sculpté dans le monastère de Clonfert

Le merrow (gaélique : moruadh ; galloway : murrùghach) est une créature légendaire présente dans le folklore écossais et irlandais. Le merrow est l'équivalent gaélique de la sirène, et un peuple cousin des nixes.

## Description
Les merrows vivraient sur les côtes sauvages où se trouvent de nombreuses épaves.
Bien que les femelles soient de belles et petites femmes, les mâles quant à eux sont d'une grande laideur. Les merrows portent un chapeau rouge, appelé cohuleen druith, souvent couvert de plumes. Si ledit chapeau est volé, ces créatures ne peuvent plus retourner dans la mer.
Pour les pêcheurs, apercevoir un merrow signifie qu'une tempête approche. Parfois, les merrows s'aventurent sur la terre ferme, ils ont alors la forme de petites vaches sans cornes.

## Dans la culture populaire
- Dans la série de romans Amos Daragon, le terme « merrow » est remplacé par celui de « merrien ». Ce sont des créatures semblables à des sirènes, mais plus laides et plus sauvages. Ils portent un bonnet rouge orné d'une plume.
- Dans le manga Berserk, l'un des personnages, Isma', est un merrow.
- L'autrice britannico-australienne Emilia Hart s'inspire des merrows pour son roman Les Sirènes[1].

### Articles liés
- Sirène
- Selkie